# Lupoč
Lupoč (hongrois : Gácslápos) est un village de Slovaquie situé dans la région de Banská Bystrica.

## Histoire
La première mention écrite du village date de 1499.

## Démographie

### Évolution de la population
| Année:               | 1994. | 2004.    | 2014.   | 2024.   |
| -------------------- | ----- | -------- | ------- | ------- |
| Nombre de personnes: | 203   | 234      | 245     | 234     |
| Différence:          |       | +15,27 % | +4,70 % | -4,48 % |

| Année:               | 2023. | 2024.   |
| -------------------- | ----- | ------- |
| Nombre de personnes: | 221   | 234     |
| Différence:          |       | +5,88 % |